# والریو گراتسینی
والریو گراتسینی (ایتالیایی: Valerio Grazini؛ زادهٔ ۲۶ سپتامبر ۱۹۹۲) تیرانداز اهل ایتالیا است.
وی در مسابقات کشوری و بین‌المللی در مجموع برندهٔ ۵ مدال طلا، ۴ مدال نقره، ۱ مدال برنز شده‌است.